# Ferdinand Cheval

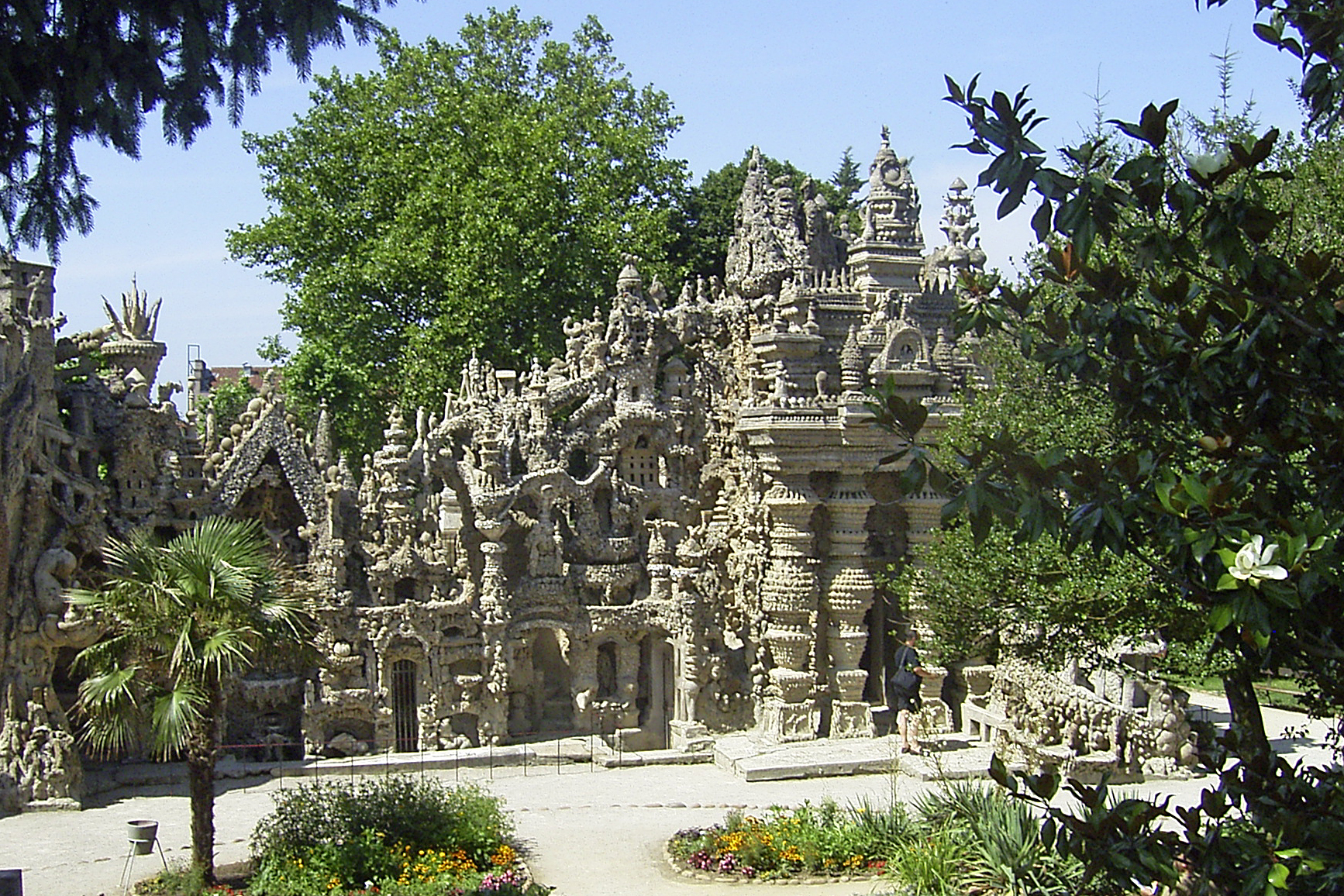
Part del Plais Ideal de Cheval (noti's l'altura de la persona situada a la dreta i els arbres per apreciar-ne la grandària)

Ferdinand Cheval (Charmas (Droma), 19 d'abril del 1836 - Hauterives (Droma), 19 d'agost de 1924) va ser un carter francès que va invertir 33 anys de la seva vida a construir un Palau ideal. Se'l considera per això un dels màxims exponents del paisatgisme visionari i l'art brut.

## Obra

### La construcció del Palau
Ferdinand Cheval va viure a Châteauneuf-de-Galaure, al departament del Drôme. Va començar a construir l'abril de 1879. Segons va declarar, va ensopegar amb una pedra i va trobar inspiració en la seva forma. L'endemà va tornar al mateix lloc i va començar a recollir pedres.
Durant els següents 33 anys Cheval va aprofitar la seva ruta postal per recollir pedres i portar-les a casa. Transportava el material a la butxaca, després en una cistella i finalment en un carretó. Els seus veïns el consideraven una mena de ximple del poble.
Cheval va passar les dues primeres dècades aixecant els murs exteriors. El castell mostra una barreja d'estils amb inspiracions bíbliques i de la mitologia hindú.

### El mausoleu
Cheval desitjava ser enterrat al seu castell però quan les autoritats franceses ho van prohibir va passar els següents vuit anys de vida construint-se un mausoleu al cementiri de Hauterives, tasca que el va ocupar durant vuit anys. Va morir el 19 d'agost de 1924, un any després d'haver acabat la construcció, i allí està enterrat.

## Llegat
Just abans de morir, Cheval va començar a rebre alguna mena de reconeixement de personalitats com André Breton i Pablo Picasso.
El seu treball es commemora en un assaig d'Anaïs Nin. El 1932, l'artista alemany Max Ernst va crear un collage titulat El Carter Cheval. L'obra pertany a la Col·lecció Peggy Guggenheim i hi esta exposat. El 1958, per Ado Kyrou va fer Le Palais idéal, un curtmetratge sobre el palau de Cheval.
El 1969 André Malraux, en qualitat de Ministre de Cultura va declarar el castell Patrimoni Cultural i va assegurar-ne la conservació. És obert al públic tots els dies excepte el dia de Nadal i cap d'any.

## Galeria fotogràfica

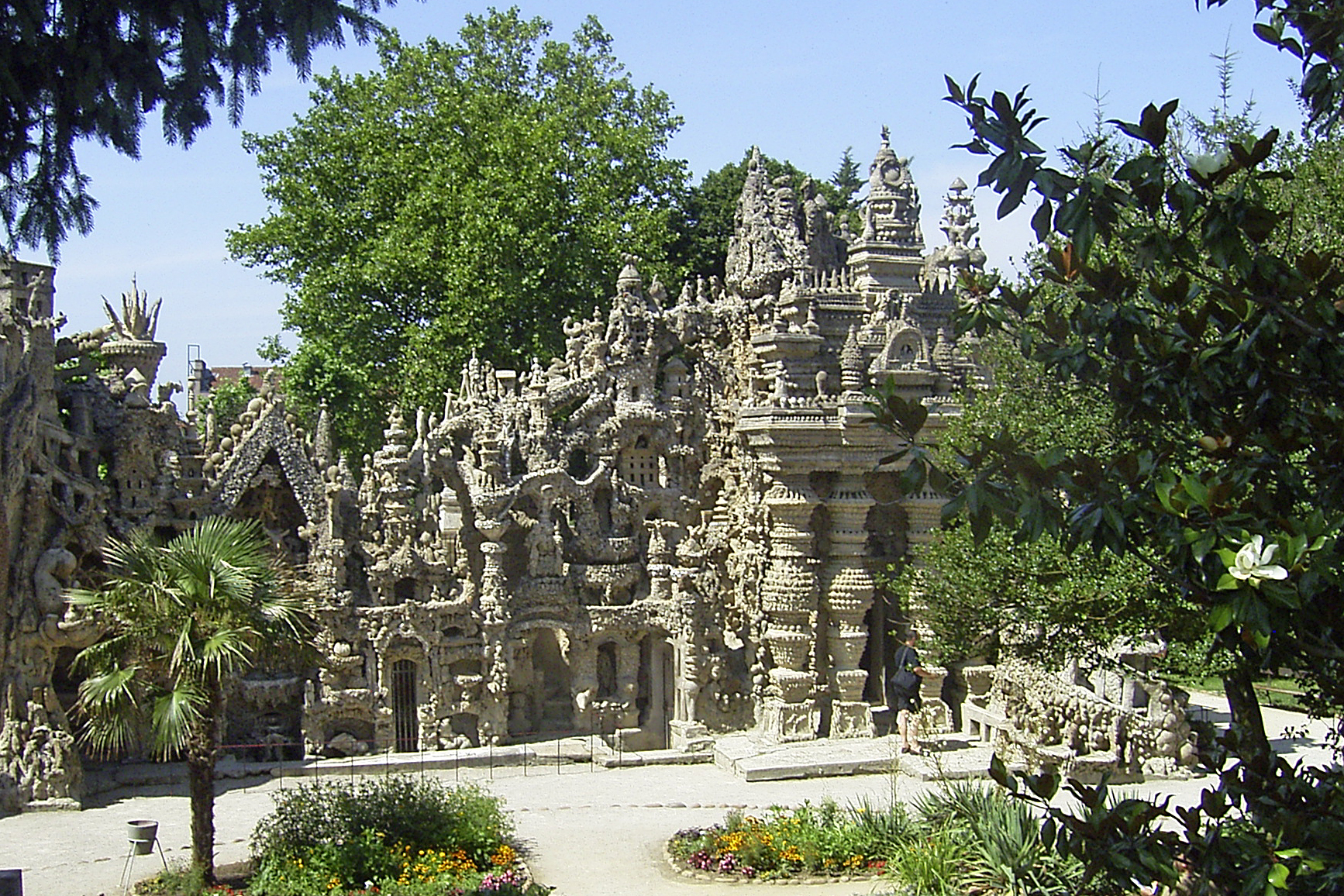
Palais idéal
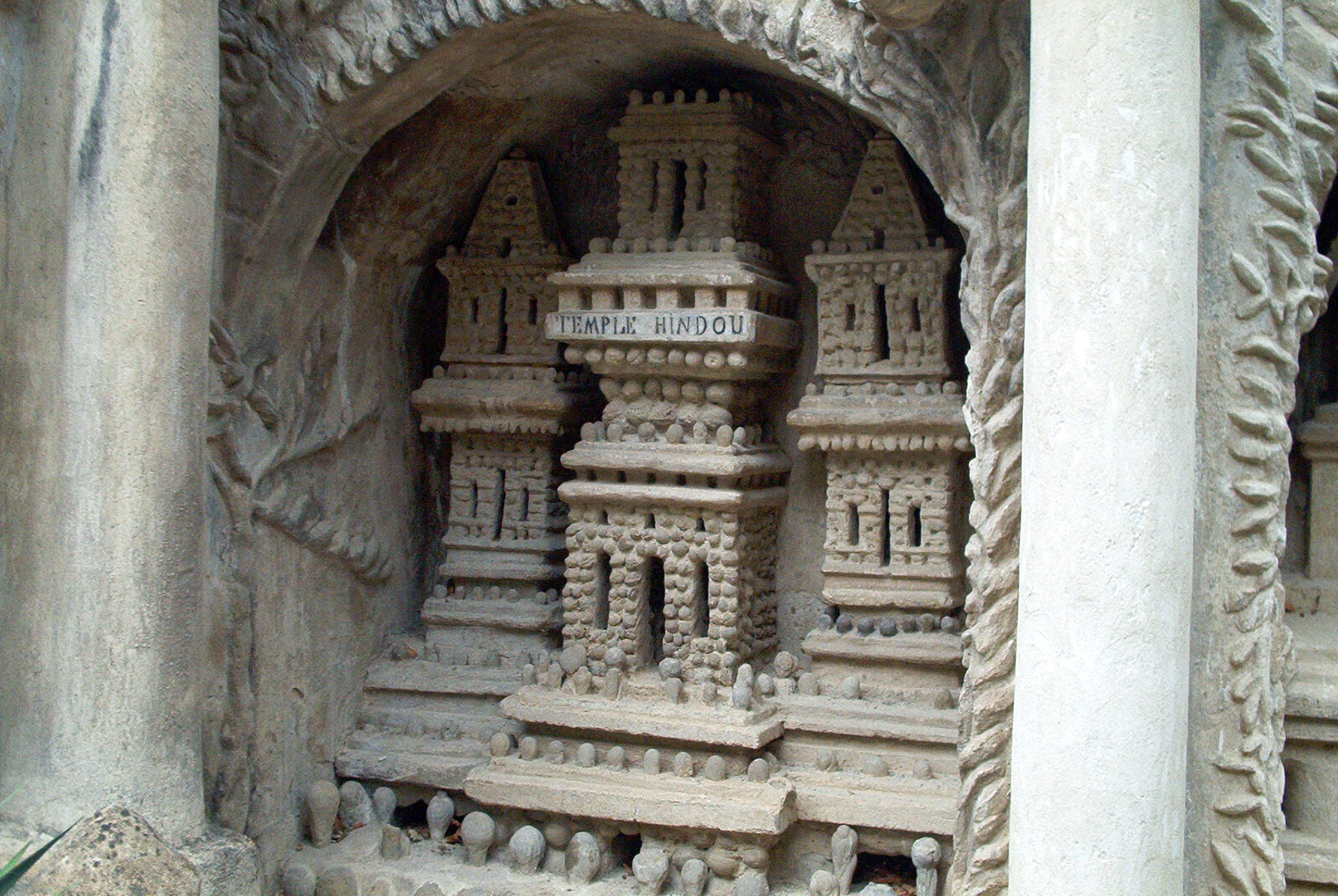
Temple Hindú
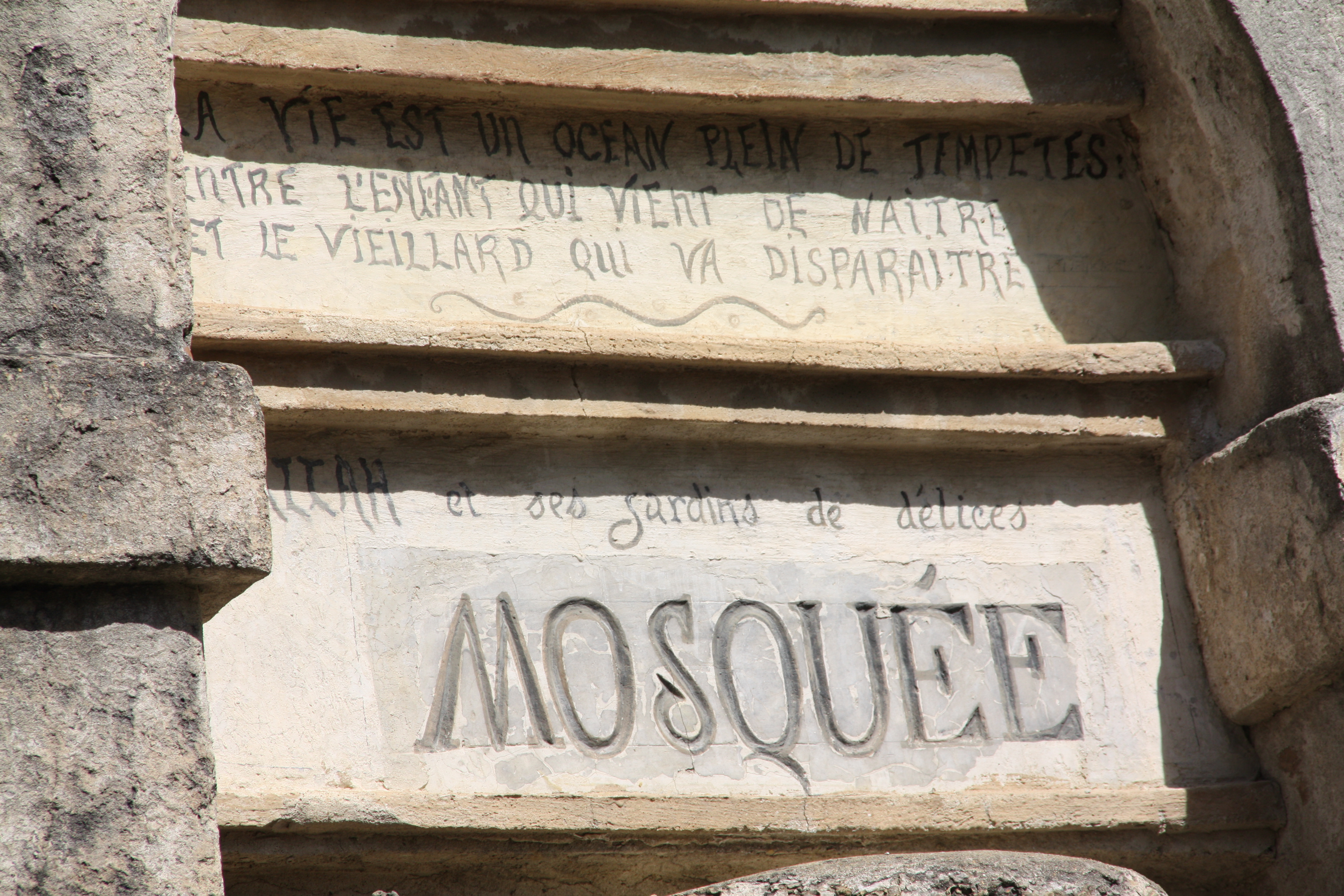
Mesquita
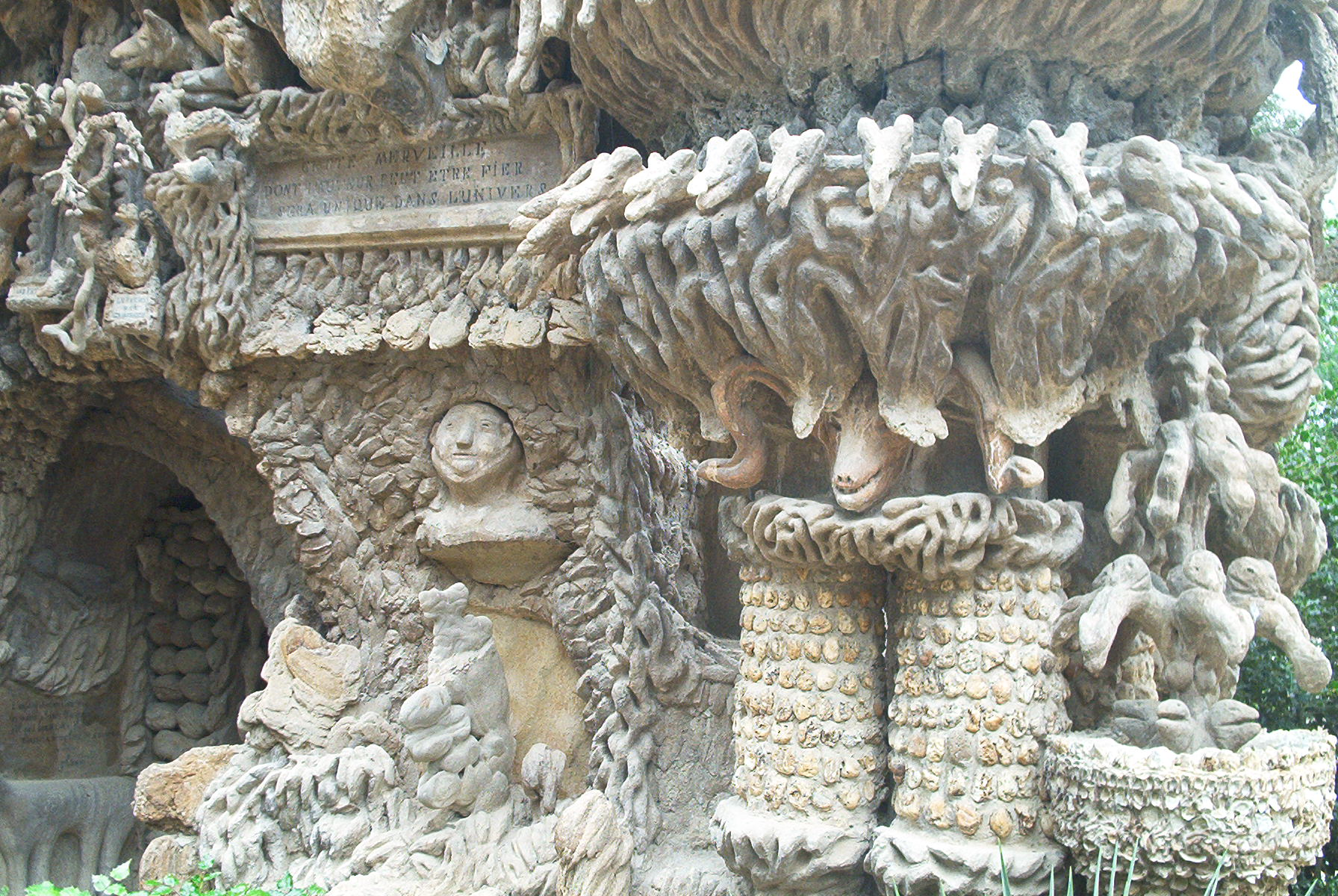
Detall de la façana nord
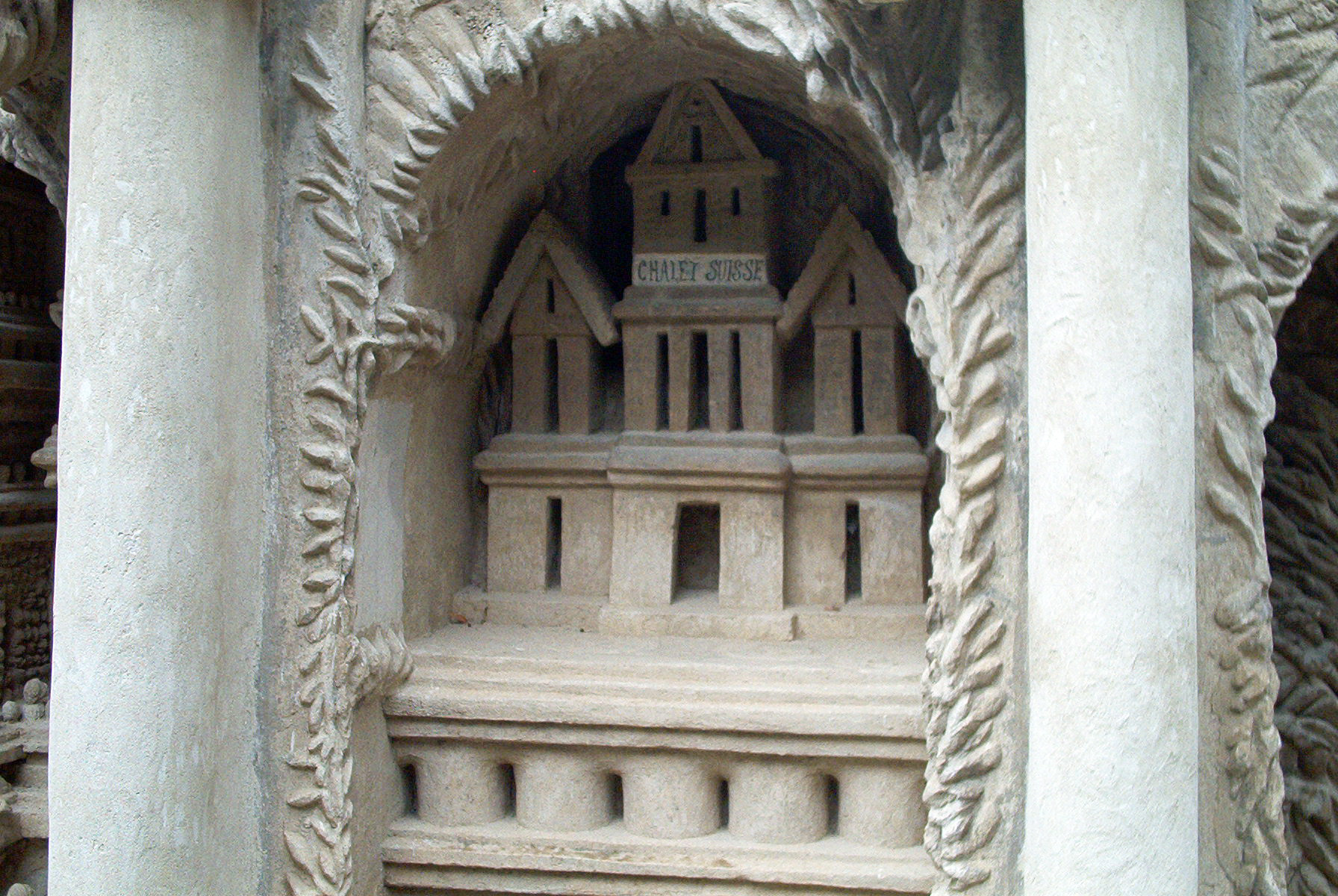
Caseta suïssa